# Apamea contenta
Apamea contenta är en fjärilsart som beskrevs av Walker 1857. Apamea contenta ingår i släktet Apamea och familjen nattflyn. Inga underarter finns listade i Catalogue of Life.